# Rheopteris cheesmaniae
Rheopteris cheesmaniae är en kantbräkenväxtart som beskrevs av Arthur Hugh Garfit Alston. Rheopteris cheesmaniae ingår i släktet Rheopteris och familjen Pteridaceae. Inga underarter finns listade.